# Faradenza
«Faradenza» — песня российской рэйв-группы Little Big. Песня выпущена 8 мая 2018 года в составе альбома Antipositive, Pt. 1 на лейбле LB Family. Авторами текста и музыки к песне стали лидер группы Илья Прусикин, музыкальный продюсер Виктор Сибринин и медиа-продюсер группы «Хлеб» Любим Хомчук. Песня добилась большего успеха благодаря клипу, вышедшему 9 августа 2018 года. На 23 мая 2023 года клип насчитывал 412 миллионов просмотров и 2,5 миллионов лайков на YouTube.

## Видеоклип
По сюжету клипа, Ильич приезжает в курортный пансионат «Заря» для пожилых, где очаровывает всех отдыхающих там пенсионерок благодаря особому освежающему аромату туалетной воды «Faradenza».
Клип получил широкую популярность в России. В конце 2018 года «Faradenza», как и «Skibidi», попал в топ-10 самых популярных музыкальных видео в России на YouTube.

## Чарты
| Чарт (2020)      | Высшая позиция |
| ---------------- | -------------- |
| Top YouTube Hits | 4              |
| Zvooq.online     | 4              |